# إفرايم (اسم)

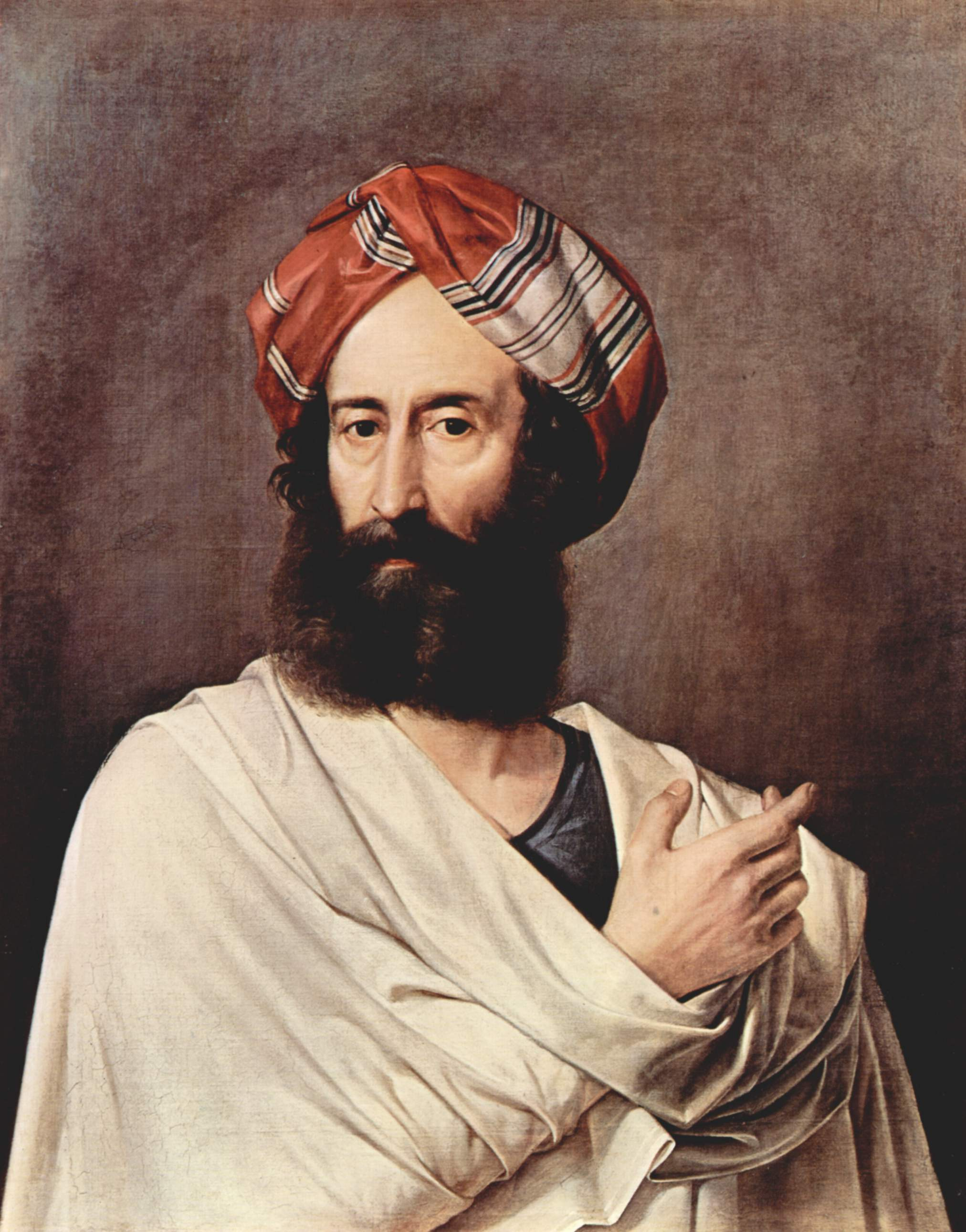

إفرايم (Ephraim)) هو اسم مذكر ذو أصل عبري. أول من سمي به هو إفرايم ابن يوسف بن يعقوب في مصر، وهو أب سبط إفرايم أحد الأسباط الإثني عشر من بني إسرائيل.

## أصل التسمية
ينطق في اللغة الإنجليزية (/'i:f.rəm/)، ويعني الاسم بالعبرية «المثمر».

## شخصيات مشهورة
ومن أشهر من سمي به:
- القديس إفرايم من أنتيوخ – بطريرك يوناني أرثوذكسي في أنتيوخ (توفي 545)
- إفرايم ألسالو (1929 – 2006) – رسام إستوني.

* إفرايم أميرا – لاعب كرة قدم إسرائيلي
- إفرايم أمو (1899 – 1995) مؤلف موسيقي غاني

* إفرايم أرازي (إيفي أرازي 1937 – 2013) رجل أعمال إسرائيلي
*إفرايم بيرنباوم (إيفي بيرنباوم؛ ولد عام 1954) لاعب كرة سلة إسرائيلي
- إفرايم بور (1809 – 1894) سياسي أمريكي
- إفرايم كاردوزو (1877 – 1951) سياسي ومؤرخ باراغواني
- إفرايم تشامبرز (1680 – 1740) كاتب إنجليزي
- إفرايم كلارك (1846 – 1921) سياسي أسترالي
- إفرايم كروزون (1883 - ؟) لاعب راجبي في الدوري الإنجليزي
- إفرايم ديفيرولي، تاجر سلاح أمريكي

* إفرايم إيتام (إيفي إيتام؛ ولد عام 1952) سياسي إسرائيلي
- إفرايم إيليس (ولد عام 1985) ممثل كندي
- إفرايم إيمرتون (1851 – 1935)  مؤرخ أمريكي للعصور الوسطى

* إفرايم عفرون (1920 – 1995) دبلوماسي إسرائيلي
- إفرايم غريزارد (توفي عام 1892) ضحية أمريكي أعدم بدون محاكمة.

* إفرايم غور (ولد عام 1955) سياسي إسرائيلي
* إفرايم هيلفي (ولد عام 1934) محامي إسرائيلي وضابط مخابرات
- إفرايم هارت (1747 – 1825) تاجر أمريكي
- إفرايم هولمز (1908 – 1997) أدميرال أمريكي
- إفرايم جونز (1750 – 1812) قاضي وسياسي كندي

* إفرايم كارش (ولد عام 1935) مؤرخ إسرائيلي
* إفرايم كاتس (1932 – 1992) مؤرخ سينمائي أمريكي من أصل إسرائيلي
* إفرايم كاتسير (1916 – 2009) سياسي إسرائيلي
- إفرايم كايزر (1850 – 1937) نحات أمريكي

* إفرايم كيشون (1924 – 2005) كاتب إسرائيلي
- إفرايم باسيليو كريفي (1928 – 2012) أسقف أوكراني في الكنيسة اليونانية في البرازيل
- إفرايم لويس (1968 – 1994) مغني وكاتب أغاني إنجليزي
- إفرايم ليبسون (1888 – 1960) مؤرخ اقتصادي بريطاني

* إفرايم مارغولين – رجل أعمال أمريكي إسرائيلي ومحب للبشر
- إفرايم ماكوديل (1771 – 1830) فيزيائي أمريكي
- إفرايم ميدينا راييس (ولد عام 1967) كاتب كولومبي
- إفرايم مورز (1823 – 1906) رجل أعمال أمريكي
- إفرايم أوشري (1914 – 2003) حاخام أمريكي من أصل ليتواني
- إفرايم راكر (1913 – 1991) عالم نمساوي في الكيمياء البيولوجية
- إفرايم ريكو (ولد في عام 1967) دراج كولومبي
- إفرايم سالام (ولد عام 1976) لاعب كرة قدم أمريكية
- إفرايم سيفيلا (1928 – 2010) كاتب روسي، منشق على النظام السوفيتي

* إفرايم شالوم (ولد عام 1934) سياسي إسرائيلي
- إفرايم شي (1839 – 1916) مخترع أمريكي

* إفرايم سيدون (ولد عام 1946) مؤلف إسرائيلي
- إفرايم سكليانسكي (1892 – 1925) ثوري روسي

* إفرايم سنيه (ولد عام 1944) سياسي إسرائيلي وفيزيائي وقائد عسكري
- إفرايم سبارو – أكاديمي أمريكي

* إفرايم تابورو (1900 – 1957) ناشط صهيوني وسياسي إسرائيلي
- إفرايم وليامز (1715 – 1755) جندي أمريكي

* إفرايم إيفي ويزن (ولد عام 1956) محرك رسوم حاسوب إسرائيلي ومختص بالمؤثرات البصرية
* إفرايم زوروف (ولد عام 1948) مؤرخ إسرائيلي وصياد نازيين

## شخصيات خيالية
- إفريام بلاك – شخصية في سلسلة «تويلايت»
- إفرايم بروان – شخصية في المسلسل التلفزيوني «إيفروود» لعبه غريغوري سميث
- إفرايم كابوت – شخصية في «رغبة تحت تحت أشجار الدردار» بقلم يوجين أونيل
- إفرايم لابهام – شخصية في «جوني تريمان» بقلم إستر فوربس
- إفرايم توت – شخصية في روايات آرثر ترين
- إفرايم غودويذر – شخصية في «السلالة» بقلم غييرمو ديل تورو
- الأمير إفرايم – واحد من شخصيتين أساسيتين في لعبة الفيديو «شعار النار: الأحجار المقدسة»
- إفرايم وينسلو – شخصية في «الفنار»